# Gran premio de la literatura policíaca
El Gran premio de la literatura policíaca (del francés: Grand prix de littérature policière) es un premio literario francés fundado en 1948 por el escritor y crítico literario de Maurice Bernard Endrèbe. Es el premio más prestigioso adscrito al género policíaco en Francia, y se concede anualmente a la mejor novela francesa y a la mejor novela policíaca internacional publicada durante el mismo año.
Los ganadores son determinados por un jurado de hasta diez miembros, que incluye también a escritores. Cada uno de los jueces preselecciona un conjunto de obras que se llevan a discusión, para posteriormente, plasmar una lista de votación que se presenta ante el jurado. Entre los autores consagrados de las últimas décadas que han sido acreedores del premio se encuentran Jean-Patrick Manchette, Didier Daeninckx, Mary Higgins Clark, Elizabeth George, Thomas Harris, Patricia Highsmith, Arnaldur Indriðason, P. D. James, Léo Malet y Manuel Vázquez Montalbán

## Premio francés
| Año                                                                               | Novela                                                   | Autor                      | Versión castellano                | Traducción                               | Publicación                                                   |
| --------------------------------------------------------------------------------- | -------------------------------------------------------- | -------------------------- | --------------------------------- | ---------------------------------------- | ------------------------------------------------------------- |
| 1948                                                                              | Le Cinquième procédé                                     | Léo Malet                  |                                   |                                          |                                                               |
| 1949                                                                              | La parole est au mort                                    | Odette Sorensen            |                                   |                                          |                                                               |
| 1950                                                                              | Jeux pour mourir                                         | Géo-Charles Véran          |                                   |                                          |                                                               |
| 1951                                                                              | Fumées sans feu                                          | Jacques y Germaine Decrest |                                   |                                          |                                                               |
| 1952                                                                              | Passons la monnaie                                       | André Piljean              |                                   |                                          |                                                               |
| 1953                                                                              | Opération Odyssée                                        | Jean-Pierre Conty          |                                   |                                          |                                                               |
| 1954                                                                              | La Beauté qui meurt                                      | François Brigneau          |                                   |                                          |                                                               |
| 1955                                                                              | Assassin mon frère                                       | Gilles-Maurice Dumoulin    |                                   |                                          |                                                               |
| 1956                                                                              | Pleins feux sur Sylvie                                   | Michel Lebrun              |                                   |                                          |                                                               |
| 1956                                                                              | Les Petites mains de la Justice                          | Guy Venayre                | Las pequeñas manos de la justicia | Ángel Cazorla Olmo                       | Toray, Barcelona, 1965 OCLC 432815856.                        |
| 1957                                                                              | Le Bourreau pleure                                       | Frédéric Dard              | El verdugo llora                  | Carmen Alcalde                           | Toray, Barcelona, 1969 OCLC 431394489.                        |
| 1958                                                                              | On n'enterre pas le dimanche                             | Fred Kassak                |                                   |                                          |                                                               |
| 1959                                                                              | Deuil en rouge                                           | Paul Gerrard               | Duelo en rojo                     | José María Mas de España y Pablo Ramírez | Molino, Barcelona, 1961 OCLC 804751029.                       |
| 1960                                                                              | Les Mantes religieuses                                   | Hubert Monteilhet          | Las mantis religiosas             | Alfredo Crespo                           | G. P., Barcelona, 1964 OCLC 432655154.                        |
| 1961                                                                              | No celebrado                                             | No celebrado               | No celebrado                      | No celebrado                             | No celebrado                                                  |
| 1962                                                                              | Le Procès du Diable                                      | Pierre Forquin             | El proceso del diablo             | Consuelo G. de Ortega                    | Toray, Barcelona, 1963 OCLC 431676549.                        |
| 1963                                                                              | Piège pour Cendrillon                                    | Sébastien Japrisot         | Trampa para Cenicienta            | Guillermo Lledo y Rosalia Vazquez        | Plaza & Janés, Barcelona, 1984 ISBN 978-84-01-90028-0.        |
| 1964                                                                              | La Jeune morte                                           | Michel Carnal              |                                   |                                          |                                                               |
| 1965                                                                              | Bâteau en Espagne                                        | Marc Delory                |                                   |                                          |                                                               |
| 1966                                                                              | L'interne de service                                     | Laurence Oriol             | Infierno entre vivos              | Ana Inés Bonnin                          | Molino, Barcelona, 1969 OCLC 432760843.                       |
| 1967                                                                              | Le Crocodile est dans l'escalier                         | Jean-Pierre Alem           | El cocodrilo en la escalera       | Héctor Castro                            | Novaro, México, 1972 OCLC 651240679.                          |
| 1968                                                                              | Un beau monstre                                          | Dominique Fabre            |                                   |                                          |                                                               |
| 1969                                                                              | Drôle de pistolet                                        | Francis Ryck               |                                   |                                          |                                                               |
| 1970                                                                              | Zigzags                                                  | Paul Andréota              | Zigzags                           | María Angélica Bosco                     | Emecé, Buenos Aires, 1971 OCLC 1037395081.                    |
| 1971                                                                              | L'Assassin maladroit                                     | René Reouven               | Un asesino sin suerte             | José Elias                               | Barral, Barcelona, 1972 OCLC 50225044.                        |
| 1972                                                                              | Le Canal rouge                                           | Gilbert Tanugi             |                                   |                                          |                                                               |
| 1973                                                                              | O Dingos, O Châteaux                                     | Jean-Patrick Manchette     | La lunática en el castillo        | Lluís Maria Todó                         | Laia, Barcelona, 1975 OCLC 807115081.                         |
| 1974                                                                              | De 5 à 7 avec la mort                                    | André-Paul Duchâteau       | De 5 a 7 con la muerte            | Carmen Caldeiro                          | CVS, Madrid, 1975 ISBN 84-354-0042-5                          |
| 1975                                                                              | Un incident indépendant de notre volonté                 | Yvon Toussaint             |                                   |                                          |                                                               |
| 1976                                                                              | Les Sirènes de minuit                                    | Jean-François Coatmeur     |                                   |                                          |                                                               |
| 1977                                                                              | La Plus longue course d'Abraham Coles, chauffeur de taxi | Christopher Diable         |                                   |                                          |                                                               |
| 1978                                                                              | Dénouement avant l'aube                                  | Madeleine Coudray          |                                   |                                          |                                                               |
| 1979                                                                              | Le Salon du prêt à saigner                               | Joseph Bialot              |                                   |                                          |                                                               |
| 1980                                                                              | Le Crime d'Antoine                                       | Dominique Roulet           |                                   |                                          |                                                               |
| 1981                                                                              | Aime le maudit                                           | Pierre Siniac              |                                   |                                          |                                                               |
| 1982                                                                              | L'Audience solennelle                                    | Jean-Pierre Cabannes       |                                   |                                          |                                                               |
| 1983                                                                              | Collabo song                                             | Jean Mazarin               |                                   |                                          |                                                               |
| 1984                                                                              | Sur la terre comme au ciel                               | René Belletto              |                                   |                                          |                                                               |
| 1985                                                                              | Meurtres pour mémoire                                    | Didier Daeninckx           | Asesinatos archivados             | Manuel Quinto Grané                      | Júcar, Madrid, 1987 ISBN 978-84-334-3644-3.                   |
| 1986                                                                              | La queue du scorpion                                     | Christian Gernigon         |                                   |                                          |                                                               |
| 1986                                                                              | N'oubliez pas l'artiste                                  | Gérard Delteil             |                                   |                                          |                                                               |
| 1987                                                                              | Trois morts au soleil                                    | Jacques Sadoul             |                                   |                                          |                                                               |
| 1988                                                                              | Aix abrupto                                              | Jean-Paul Demure           |                                   |                                          |                                                               |
| 1989                                                                              | Un gros besoin d'amour                                   | Tito Topin                 |                                   |                                          |                                                               |
| 1990                                                                              | Billard à l'étage                                        | Michel Quint               |                                   |                                          |                                                               |
| 1991                                                                              | Hôpital souterrain                                       | Hervé Jaouen               |                                   |                                          |                                                               |
| 1992                                                                              | La Commedia des ratés                                    | Tonino Benacquista         | La comedia de los fracasados      | José Luis Sánchez-Silva                  | Lengua de Trapo, Madrid, 2008 ISBN 978-84-8381-027-9          |
| 1993                                                                              | Boulevard des ombres                                     | Paul Couturiau             |                                   |                                          |                                                               |
| 1994                                                                              | Tiré à part                                              | Jean-Jacques Fiechter      |                                   |                                          |                                                               |
| 1995                                                                              | La Main morte                                            | Philippe Huet              |                                   |                                          |                                                               |
| 1996                                                                              | Ambernave                                                | Jean-Hugues Oppel          |                                   |                                          |                                                               |
| 1997                                                                              | La Mort des bois                                         | Brigitte Aubert            | La muerte acecha                  | Silvia Komet                             | Destino, Barcelona, 1998 ISBN 84-233-3034-6                   |
| 1998                                                                              | Sans homicide fixe                                       | Serge Gardebled            |                                   |                                          |                                                               |
| 1999                                                                              | La Paresse de Dieu                                       | Laurent Bénégui            |                                   |                                          |                                                               |
| 2000                                                                              | Du bruit sous le silence                                 | Pascal Dessaint            |                                   |                                          |                                                               |
| 2001                                                                              | Chasseurs de têtes                                       | Michel Crespy              | Cazadores de cabezas              | Teresa Clavel                            | Ediciones B, Barcelona, 2002 ISBN 84-666-0661-0.              |
| 2002                                                                              | Les Brouillards de la Butte                              | Patrick Pécherot           |                                   |                                          |                                                               |
| 2003                                                                              | L'Ivresse des dieux                                      | Laurent Martin             |                                   |                                          |                                                               |
| 2004                                                                              | Double peine                                             | Virginie Brac              |                                   |                                          |                                                               |
| 2004                                                                              | Les Silences de Dieu                                     | Gilbert Sinoue             | Los silencios de Dios             | Tomás Onaindia                           | Edaf, Madrid, 2004 ISBN 84-414-1565-X.                        |
| 2005                                                                              | Le Testament de Dieu                                     | Philippe Le Roy            |                                   |                                          |                                                               |
| 2006                                                                              | La Colère des enfants déchus                             | Catherine Fradier          |                                   |                                          |                                                               |
| 2007                                                                              | Citoyens clandestins                                     | DOA                        |                                   |                                          |                                                               |
| 2008                                                                              | Zulu                                                     | Caryl Férey                | Zulú                              | Isabel González-Gallarza                 | Maeva, Madrid, 2010 ISBN 978-84-92695-77-5.                   |
| 2009                                                                              | Les Cœurs déchiquetés                                    | Hervé Le Corre             | Descenso a la noche               | José Antonio Soriano Marco               | Reservoir Books, Barcelona, 2022 ISBN 978-84-18897-56-6.      |
| 2010                                                                              | Adieu Jérusalem                                          | Alexandra Schwartzbrod     |                                   |                                          |                                                               |
| 2011                                                                              | L’Honorable Société                                      | DOA y Dominique Manotti    | La honorable sociedad             | Maria Llopis                             | El Aleph, Barcelona, 2012 ISBN 978-84-15325-31-4.             |
| 2012                                                                              | Arab Jazz                                                | Karim Miské                | Arab Jazz                         | Eduardo Berti                            | Adriana Hidalgo Editora, Madrid, 2014 ISBN 978-84-15851-30-1. |
| 2013                                                                              | Des nœuds d'acier                                        | Sandrine Collette          |                                   |                                          |                                                               |
| 2014                                                                              | Pur                                                      | Antoine Chainas            |                                   |                                          |                                                               |
| 2015                                                                              | Derrière les panneaux il y a des hommes                  | Joseph Incardona           |                                   |                                          |                                                               |
| 2016                                                                              | Un trou dans la toile                                    | Luc Chomarat               |                                   |                                          |                                                               |
| 2017                                                                              | La Daronne                                               | Hannelore Cayre            | La madrina                        | Susana Prieto Mori                       | Siruela, Madrid,2020 ISBN 978-84-18245-59-6                   |
| 2018                                                                              | L’Été circulaire                                         | Marion Brunet              | El verano irrespirable            | Ana Navalón                              | Planeta, Barcelona, 2020 ISBN 978-84-08-23291-9.              |
| 2019                                                                              | Le Cherokee                                              | Richard Morgiève           |                                   |                                          |                                                               |
| 2020                                                                              | La Fabrique de la terreur                                | Frédéric Paulin            |                                   |                                          |                                                               |
| 2021                                                                              | Rosine, une criminelle ordinaire                         | Sandrine Cohen             |                                   |                                          |                                                               |
| 2022                                                                              | Le Carré des indigents                                   | Hugues Pagan               |                                   |                                          |                                                               |
| 2023                                                                              | Darwyne                                                  | Colin Niel                 |                                   |                                          |                                                               |
| Fuentes: Babelio para originales, Biblioteca Nacional de España para traducciones |                                                          |                            |                                   |                                          |                                                               |

Algunos ganadores franceses
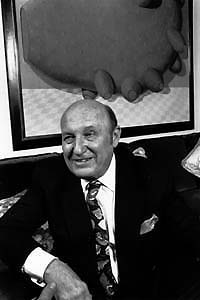
Frédéric Dard
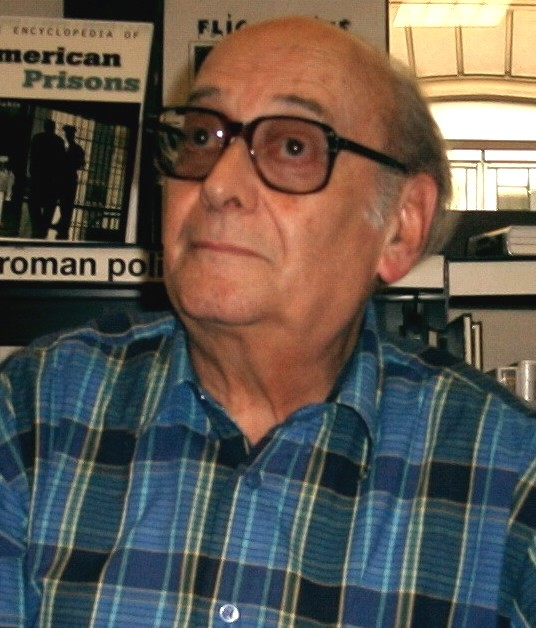
Fred Kassak
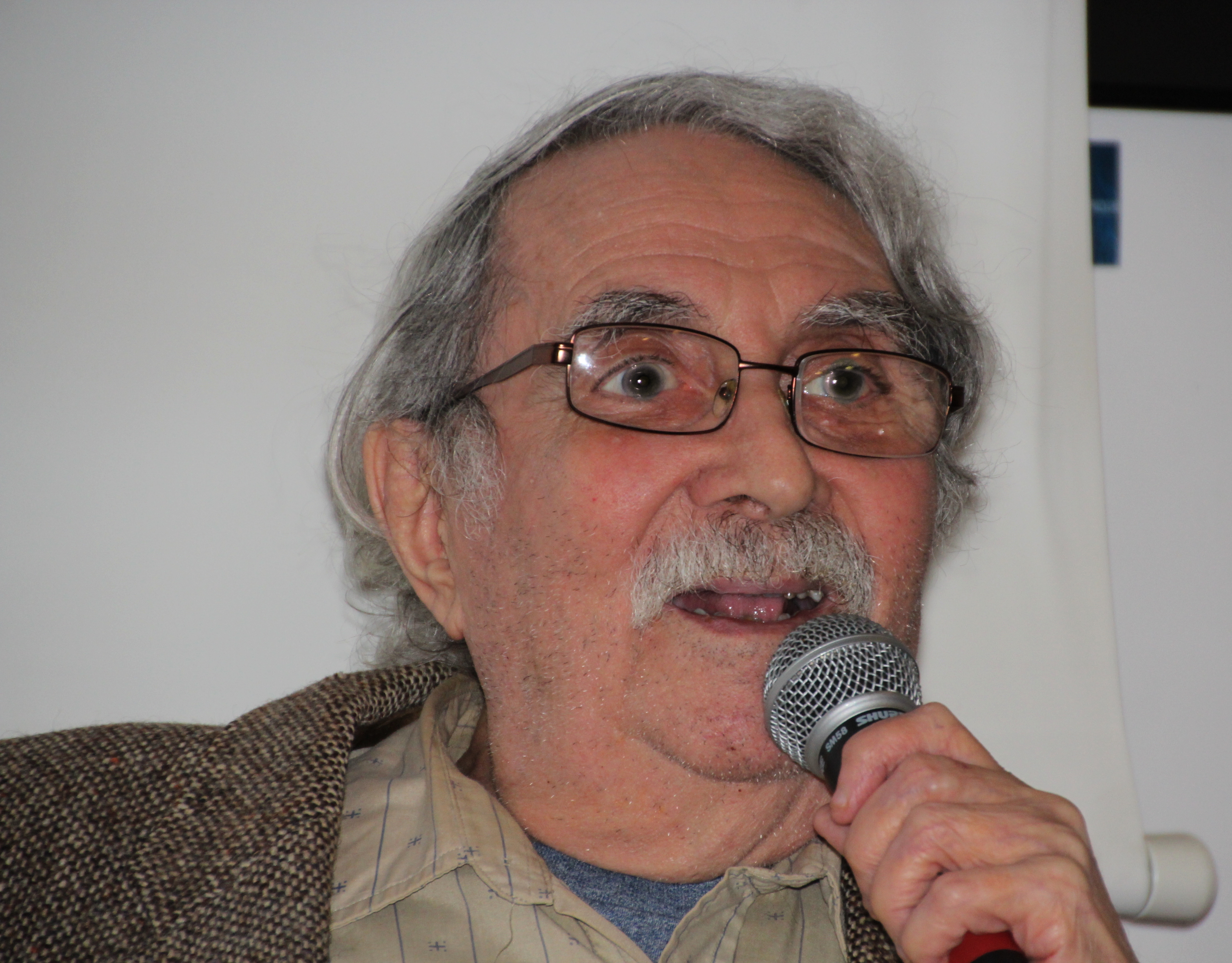
René Reouven
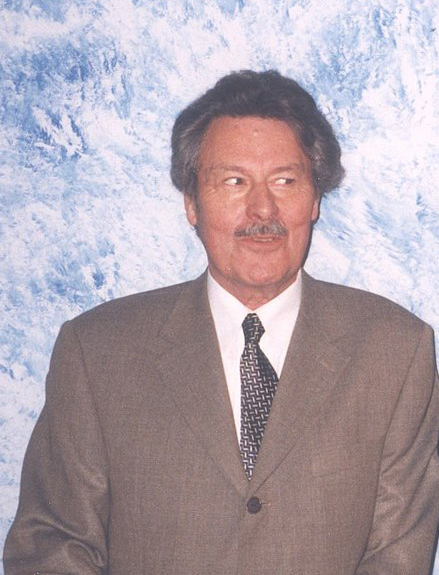
André Paul Duchâteau
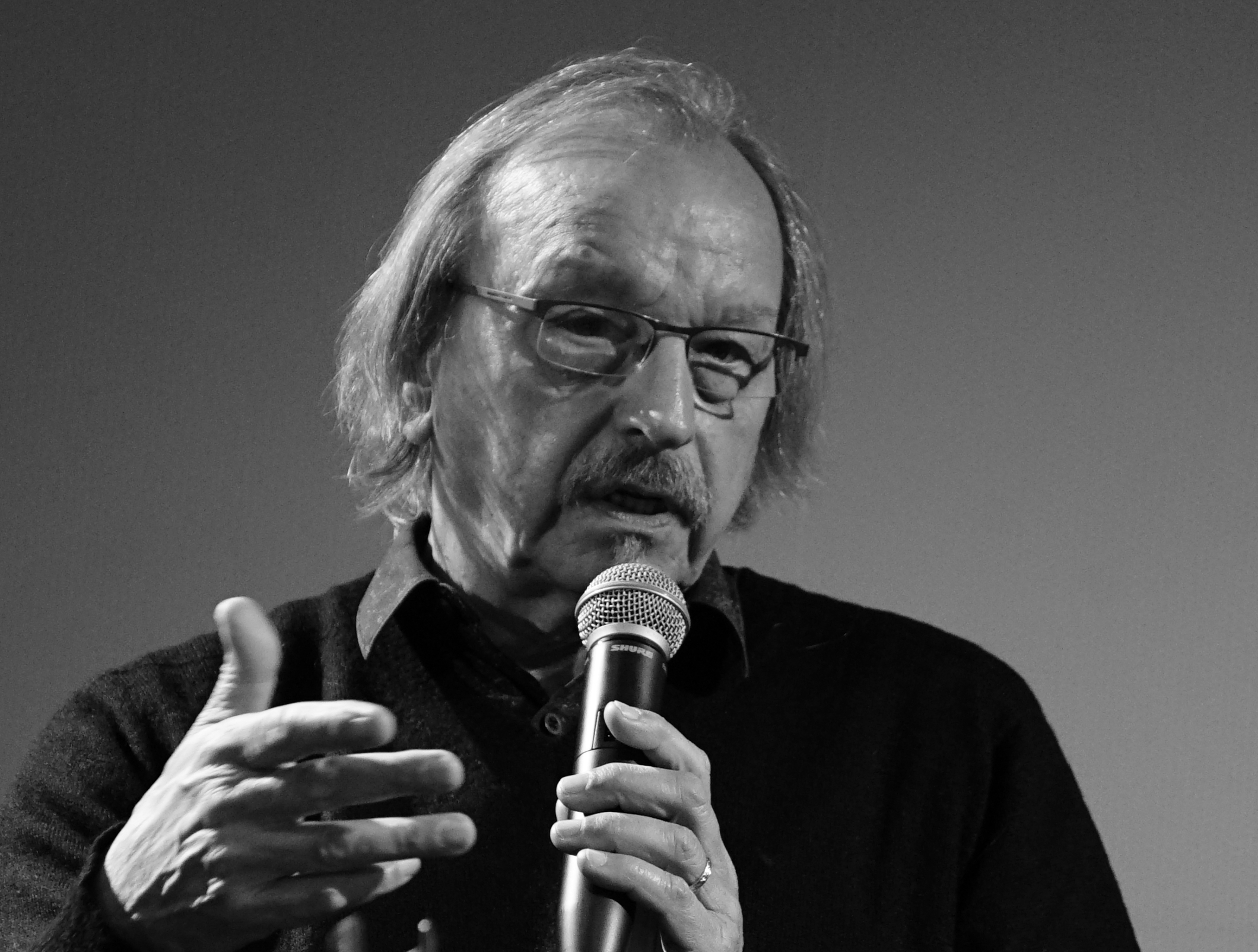
Didier Daeninckx
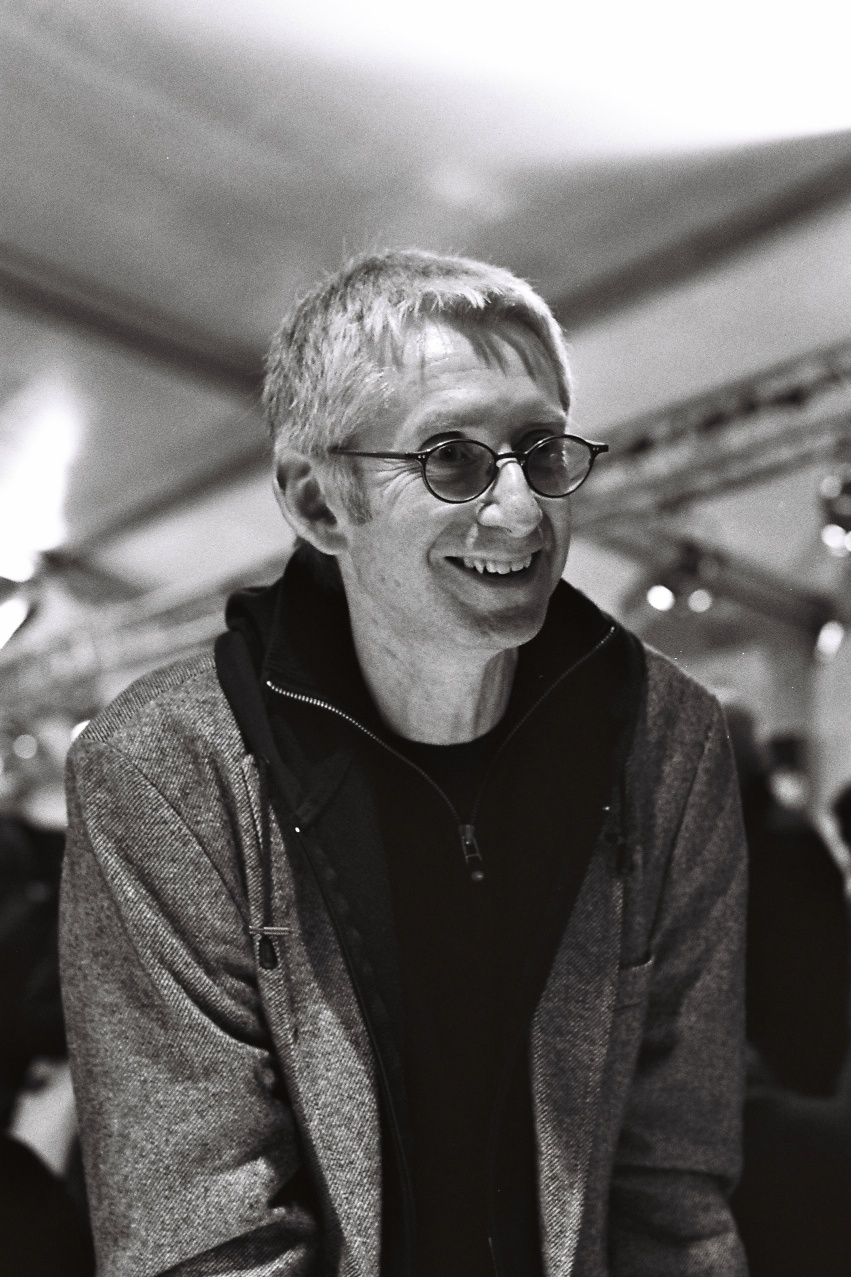
Patrick Pécherot
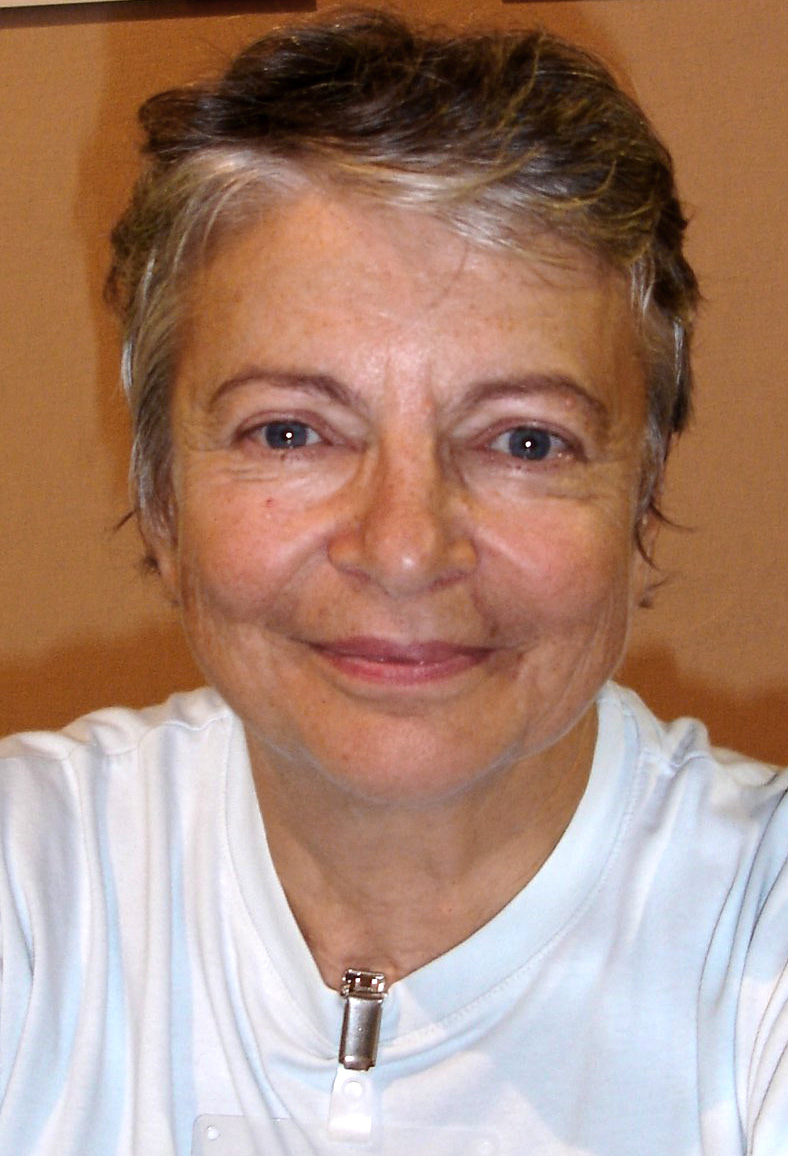
Dominique Manotti

## Premio internacional
| Año                                                                               | Novela                        | Autor                                        | Versión castellano                        | Traducción                                  | Publicación                                                                                  |
| --------------------------------------------------------------------------------- | ----------------------------- | -------------------------------------------- | ----------------------------------------- | ------------------------------------------- | -------------------------------------------------------------------------------------------- |
| 1948                                                                              | The Bellamy Trial             | Frances Noyes Hart Estados Unidos            |                                           |                                             |                                                                                              |
| 1949                                                                              | Puzzle for Pilgrims           | Patrick Quentin Estados Unidos               | Enigma para peregrinos                    |                                             | Emecé, Buenos Aires, 1949 OCLC 1293117727.                                                   |
| 1950                                                                              | After Midnight                | Martha Albrand Estados Unidos                |                                           |                                             |                                                                                              |
| 1951                                                                              | The Red Right Hand            | Joel Townsley Rogers Estados Unidos          |                                           |                                             |                                                                                              |
| 1952                                                                              | Follow as the Night           | Patricia McGerr Estados Unidos               |                                           |                                             |                                                                                              |
| 1953                                                                              | The End is Known              | Geoffrey Holiday Hall Estados Unidos         |                                           |                                             |                                                                                              |
| 1953                                                                              | Horns for the Devil           | Louis Malley Estados Unidos                  |                                           |                                             |                                                                                              |
| 1954                                                                              | The Body in Grant's Tomb      | Cornell Woolrich Estados Unidos              |                                           |                                             |                                                                                              |
| 1955                                                                              | Death in Captivity            | Michael Gilbert Reino Unido                  | Una muerte en el cautiverio               | M. Torrente                                 | Molino, Barcelona, 1956 OCLC 1124067583.                                                     |
| 1956                                                                              | The Desperate Hours           | Joseph Hayes Estados Unidos                  |                                           |                                             |                                                                                              |
| 1956                                                                              | Nothing in Her Way            | Charles Williams Estados Unidos              |                                           |                                             |                                                                                              |
| 1957                                                                              | The Talented Mr. Ripley       | Patricia Highsmith Estados Unidos            | El talento de Mr. Ripley                  | Jordi Beltrán                               | Anagrama, Barcelona, 2000 ISBN 84-339-6300-7.                                                |
| 1958                                                                              | The Five-Cornered Square      | Chester Himes Estados Unidos                 | Por amor a Imabelle                       | Josep Elías y Manuel Sánchez Torres         | Bruguera, Barcelona, 1980 ISBN 8402073662.                                                   |
| 1959                                                                              | Orders to Kill                | Donald Downes Estados Unidos                 |                                           |                                             |                                                                                              |
| 1960                                                                              | The Evil of the Day           | Thomas Sterling Estados Unidos               |                                           |                                             |                                                                                              |
| 1961                                                                              | No celebrado                  | No celebrado                                 | No celebrado                              | No celebrado                                | No celebrado                                                                                 |
| 1962                                                                              | The Green Stone               | Suzanne Blanc Estados Unidos                 |                                           |                                             |                                                                                              |
| 1963                                                                              | The Ballad of the Running Man | Shelley Smith Reino Unido                    | La balada del hombre que huía             | Mercedes A. Carrera                         | G.P., Barcelona, 1965 OCLC 868811561.                                                        |
| 1964                                                                              | A Key to the Suite            | John D. MacDonald Estados Unidos             |                                           |                                             |                                                                                              |
| 1965                                                                              | Gun before Butter             | Nicolas Freeling Reino Unido                 |                                           |                                             |                                                                                              |
| 1966                                                                              | The Berlin Memorandum         | Elleston Trevor Reino Unido                  | El memorándum de Berlín                   | Adolfo Martín                               | G. P., Barcelona, 1967 OCLC 434035439.                                                       |
| 1967                                                                              | I Start Counting              | Audrey Erskine Lindop Reino Unido            |                                           |                                             |                                                                                              |
| 1968                                                                              | Traditori di tutti            | Giorgio Scerbanenco Italia                   | Traidores a todos                         | Margarita Vila Ferrer                       | Noguer, Barcelona, 1971 OCLC 16793910.                                                       |
| 1969                                                                              | The Daughter of Time          | Josephine Tey Reino Unido                    | La hija del tiempo                        | Efrén del Valle                             | RBA, Barcelona, 2012 ISBN 978-84-9006-333-0.                                                 |
| 1969                                                                              | Fire, Burn!                   | John Dickson Carr Estados Unidos             |                                           |                                             |                                                                                              |
| 1970                                                                              | To Lathos                     | Antonis Samarakis Grecia                     | El fallo                                  | Francisco Miranda                           | Seix Barral, Barcelona, 1972 OCLC 433167478.                                                 |
| 1971                                                                              | Hændeligt uheld               | Anders Bodelsen Dinamarca                    |                                           |                                             |                                                                                              |
| 1971                                                                              | The Ledger                    | Dorothy Uhnak Estados Unidos                 |                                           |                                             |                                                                                              |
| 1972                                                                              | The Children Are Watching     | Laird Koenig y Peter L. Dixon Estados Unidos | Los niños vigilan Los niños están mirando | Enrique de Obregón Alicia Frieyro           | Noguer, Barcelona, 1974. ISBN 8427900376. Impedimenta, Madrid, 2024. ISBN 978-84-19581-42-6. |
| 1973                                                                              | Millie                        | E. V. Cunningham Estados Unidos              | Millie                                    | Carlos Ezquerra                             | Erasmus, Vilafranca del Penedés, 2010 ISBN 978-84-92806-16-4.                                |
| 1974                                                                              | Mirror, Mirror on the Wall    | Stanley Ellin Estados Unidos                 |                                           |                                             |                                                                                              |
| 1975                                                                              | The Dark Number               | Edward Boyd y Roger Parkes Reino Unido       |                                           |                                             |                                                                                              |
| 1976                                                                              | Doctor Frigo                  | Eric Ambler Reino Unido                      | Doctor Frigo                              | Gregorio Vlastelica                         | Círculo de Lectores, Barcelona, 1976 ISBN 84-226-0813-8.                                     |
| 1977                                                                              | City of the Death             | Herbert Lieberman Estados Unidos             | La ciudad de los muertos                  | Eduardo Goligorsky                          | Plaza & Janés, Barcelona, 1984 ISBN 84-01-49058-8.                                           |
| 1978                                                                              | And on the Eighth Day         | Ellery Queen Estados Unidos                  | Y en el octavo día                        | Juancarlos Barrera                          | Diana, México, 1966 OCLC 54160252.                                                           |
| 1979                                                                              | Katar                         | Stanisław Lem Polonia                        | La fiebre del heno                        | Pilar Giralt Gorina                         | Bruguera, Barcelona, 1978 ISBN 84-02-06011-0.                                                |
| 1980                                                                              | A Stranger is Watching        | Mary Higgins Clark Estados Unidos            | Un extraño acecha                         | Carmen Criado                               | Plaza & Janés, Barcelona, 1990 ISBN 84-01-49121-5.                                           |
| 1981                                                                              | Los mares del Sur             | Manuel Vázquez Montalbán España              |                                           |                                             | Círculo de Lectores, Barcelona, 1979 ISBN 84-226-1150-3.                                     |
| 1982                                                                              | Party of the Year             | John Crosby Estados Unidos                   |                                           |                                             |                                                                                              |
| 1983                                                                              | No Comebacks                  | Frederick Forsyth Reino Unido                | El emperador                              | J. Ferrer Aleu                              | Plaza & Janés, Barcelona, 1982 ISBN 84-01-37120-1.                                           |
| 1984                                                                              | The Maine Massacre            | Janwillem van de Wetering Estados Unidos     | Masacre en Maine                          | Carlos A. Salguero Talavera                 | Júcar, Madrid, 1987 ISBN 84-334-3656-2.                                                      |
| 1985                                                                              | Swing, Swing Together         | Peter Lovesey Reino Unido                    |                                           |                                             |                                                                                              |
| 1986                                                                              | City Primeval                 | Elmore Leonard Estados Unidos                | Ciudad salvaje                            | Nellie Manso de Zúñiga                      | Alianza, Madrid, 1989 ISBN 84-206-5404-3.                                                    |
| 1987                                                                              | Dance Hall of the Dead        | Tony Hillerman Estados Unidos                |                                           |                                             |                                                                                              |
| 1988                                                                              | A Taste for Death             | P. D. James Reino Unido                      | Sabor a muerte                            | Esteban Riambau Sauri                       | Versal, Barcelona, 1987 ISBN 84-86311-89-6.                                                  |
| 1988                                                                              | Strega                        | Andrew Vachss Estados Unidos                 | Strega                                    | Susana Constante                            | Ediciones B, Barcelona, 1988 ISBN 84-406-0241-3.                                             |
| 1989                                                                              | Snowbound                     | Bill Pronzini Estados Unidos                 |                                           |                                             |                                                                                              |
| 1990                                                                              | A Great Deliverance           | Elizabeth George Estados Unidos              | Una gran salvación                        | Eduardo G. Murillo                          | Grijalbo, Barcelona, 1996 ISBN 84-253-2923-X.                                                |
| 1991                                                                              | The Silence of the Lambs      | Thomas Harris Estados Unidos                 | El silencio de los corderos               | Montserrat Conill                           | Ultramar, Barcelona, 1992 ISBN 84-7386-582-0.                                                |
| 1992                                                                              | Black Cherry Blues            | James Lee Burke Estados Unidos               | Black Cherry Blues                        | Josep Ferrer i Aleu                         | Ediciones B, Barcelona, 1991 ISBN 84-406-1820-4.                                             |
| 1993                                                                              | La tabla de Flandes           | Arturo Pérez-Reverte España                  |                                           |                                             | Alfaguara, Madrid, 1990 ISBN 84-204-8079-7.                                                  |
| 1994                                                                              | Cabal                         | Michael Dibdin Reino Unido                   | Muerte de diseño                          | Jofre Homedes Beutnagel                     | Debolsillo, Barcelona, 2001 ISBN 978-84-8450-537-2.                                          |
| 1995                                                                              | Degree of Guilt               | Richard North Patterson Estados Unidos       | Grado de culpabilidad                     | Antonio Padilla                             | Planeta, Barcelona, 1993 ISBN 84-08-01028-X.                                                 |
| 1996                                                                              | The Alienist                  | Caleb Carr Estados Unidos                    | El alienista                              | Antoni Puigròs                              | Ediciones B, Barcelona, 1995 ISBN 84-406-5295-X.                                             |
| 1997                                                                              | Imperfect Strangers           | Stuart Woods Estados Unidos                  |                                           |                                             |                                                                                              |
| 1998                                                                              | Shadow Play                   | Frances Fyfield Reino Unido                  |                                           |                                             |                                                                                              |
| 1999                                                                              | Blood Work                    | Michael Connelly Estados Unidos              | Deuda de sangre                           | Javier Guerrero                             | Ediciones B, Barcelona, 2001 ISBN 84-666-0234-8.                                             |
| 2000                                                                              | River of Darkness             | Rennie Airth Sudáfrica                       | Río de tinieblas                          | M. Rosario Martín Ruano y África Vidal      | Tropismos, Salamanca, 2006 ISBN 84-96454-39-8.                                               |
| 2001                                                                              | In a Dry Season               | Peter Robinson Canadá                        |                                           |                                             |                                                                                              |
| 2002                                                                              | One Foot in the Grave         | Peter Dickinson Reino Unido                  |                                           |                                             |                                                                                              |
| 2003                                                                              | Feniks                        | Deon Meyer Sudáfrica                         | Sombras del pasado                        | Isabel Ferrer y Carlos Milla                | RBA, Barcelona, 2006 ISBN 84-7871-512-6.                                                     |
| 2004                                                                              | The Analyst                   | John Katzenbach Estados Unidos               | El psicoanalista                          | Laura Paredes                               | Ediciones B, Barcelona, 2003 ISBN 84-666-1068-5.                                             |
| 2005                                                                              | Dead Souls                    | Ian Rankin Reino Unido                       | Almas muertas                             | Efrén del Valle Peñamil                     | RBA, Barcelona, 2020 ISBN 978-84-9056-688-6.                                                 |
| 2006                                                                              | The Librarian                 | Larry Beinhart Estados Unidos                | Conspiración                              | Enrique Alda Delgado                        | Punto de Lectura, Madrid, 2007 ISBN 978-84-663-1698-9.                                       |
| 2007                                                                              | Röddin                        | Arnaldur Indriðason Islandia                 | La voz                                    | Enrique Bernárdez                           | RBA, Barcelona, 2010 ISBN 978-84-9867-699-0.                                                 |
| 2008                                                                              | Isprinsessan                  | Camilla Läckberg Suecia                      | La princesa de hielo                      | Maeva, Madrid, 2007 ISBN 978-84-96748-16-3. |                                                                                              |
| 2009                                                                              | Priest                        | Ken Bruen Reino Unido                        |                                           |                                             |                                                                                              |
| 2010                                                                              | Twilight                      | William Gay Estados Unidos                   |                                           |                                             |                                                                                              |
| 2011                                                                              | Limassol                      | Yishai Sarid Israel                          | Limassol                                  | Roser Lluch i Oms                           | Club Editor, Barcelona, 2011 ISBN 978-84-7329-169-9.                                         |
| 2012                                                                              | The Devil All the Time        | Donald Ray Pollock Estados Unidos            | El diablo a todas horas (novela)\|        | Javier Calvo Perales                        | Libros del Silencio, Barcelona, 2012 ISBN 978-84-940156-5-6.                                 |
| 2013                                                                              | The Killer Is Dying           | James Sallis Estados Unidos                  | La agonía del asesino                     | Ramón de España                             | RBA, Barcelona, 2014 ISBN 978-84-9056-235-2.                                                 |
| 2014                                                                              | The Cove                      | Ron Rash Estados Unidos                      |                                           |                                             |                                                                                              |
| 2015                                                                              | Un millón de gotas            | Víctor del Árbol España                      |                                           |                                             | Destino, Barcelona, 2014 ISBN 978-84-233-4813-8.                                             |
| 2016                                                                              | Perro muerto                  | Boris Quercia Chile                          |                                           |                                             | Alrevès, Barcelona, 2021 ISBN 978-84-18584-10-7.                                             |
| 2017                                                                              | Sanning med modifikation      | Sara Lövestam Suecia                         |                                           |                                             |                                                                                              |
| 2018                                                                              | No Tomorrow                   | Jake Hinkson Estados Unidos                  |                                           |                                             |                                                                                              |
| 2019                                                                              | Green Sun                     | Kent Anderson Estados Unidos                 | El sol verde                              | Cristina Martín Sanz                        | Alianza de Novelas, Madrid, 2018 ISBN 978-84-9181-097-1.                                     |
| 2020                                                                              | Bearskin                      | James A. McLaughlin Estados Unidos           |                                           |                                             |                                                                                              |
| 2021                                                                              | Crvena voda                   | Jurica Pavičić Croacia                       |                                           |                                             |                                                                                              |
| 2022                                                                              | American Predator             | Maureen Callahan Estados Unidos              |                                           |                                             |                                                                                              |
| 2023                                                                              | Small Mercies                 | Dennis Lehane Estados Unidos                 | Golpe de gracia                           | Aurora Echevarría                           | Salamandra, Barcelona, 2024 ISBN 978-84-19456-35-9.                                          |
| Fuentes: Babelio para originales, Biblioteca Nacional de España para traducciones |                               |                                              |                                           |                                             |                                                                                              |

Algunos ganadores extranjeros
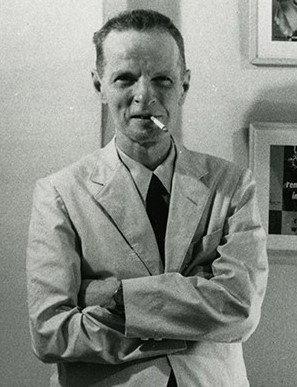
Cornell Woolrich
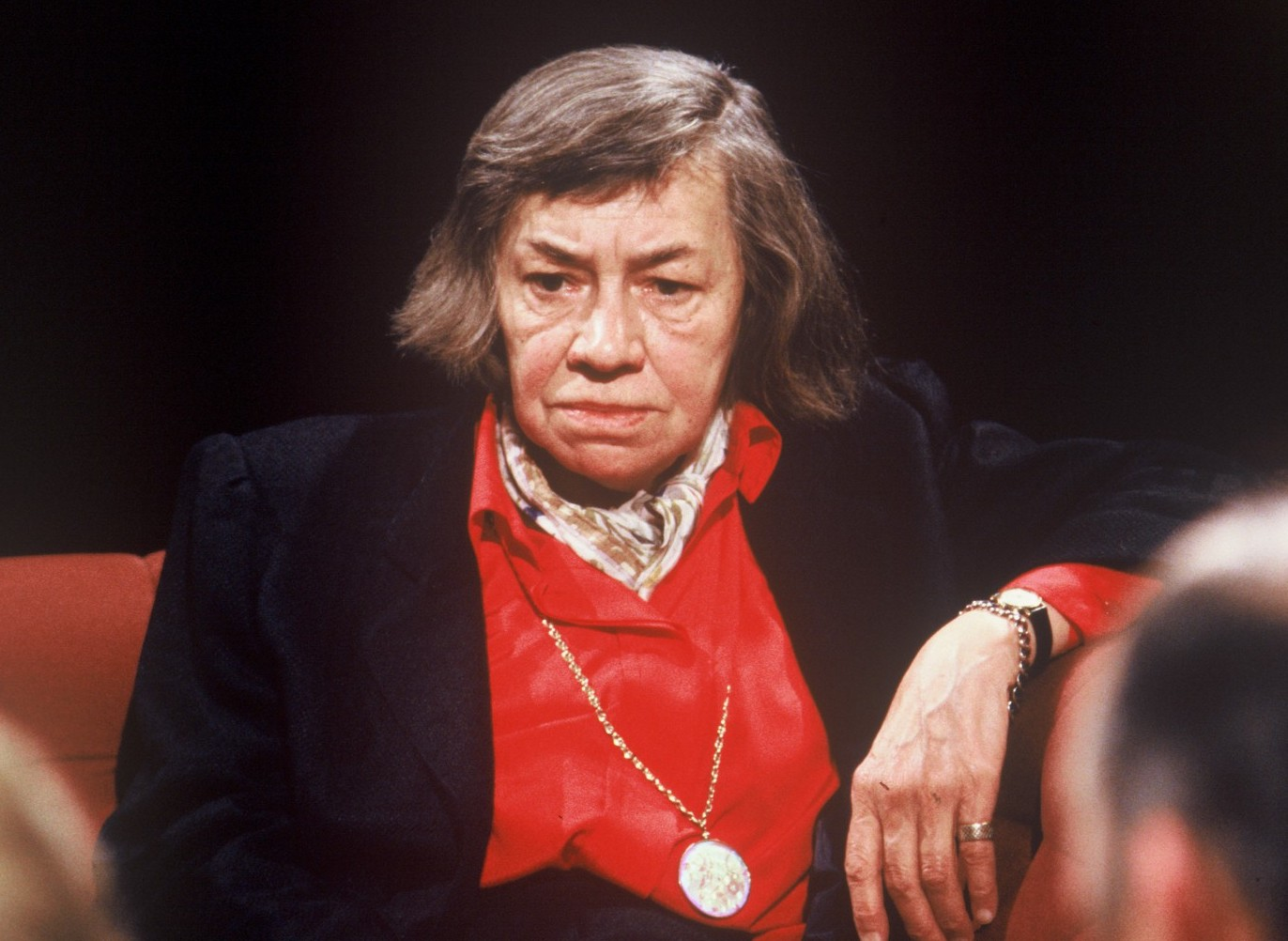
Patricia Highsmith
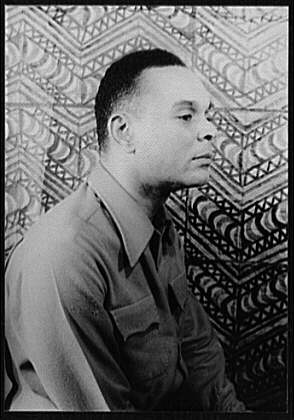
Chester Himes
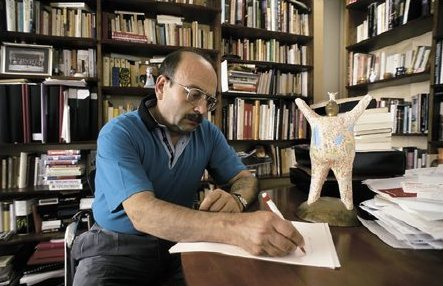
Manuel Vázquez Montalbán
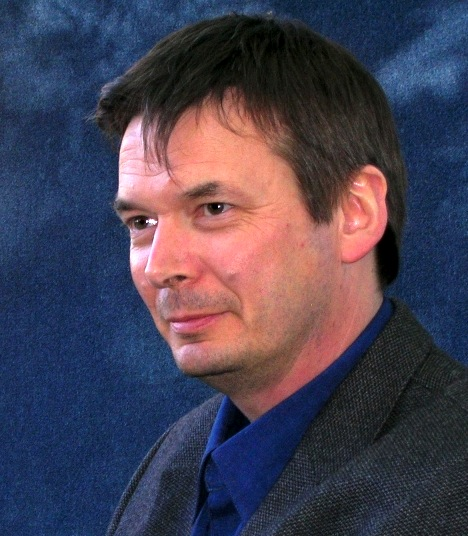
Ian Rankin
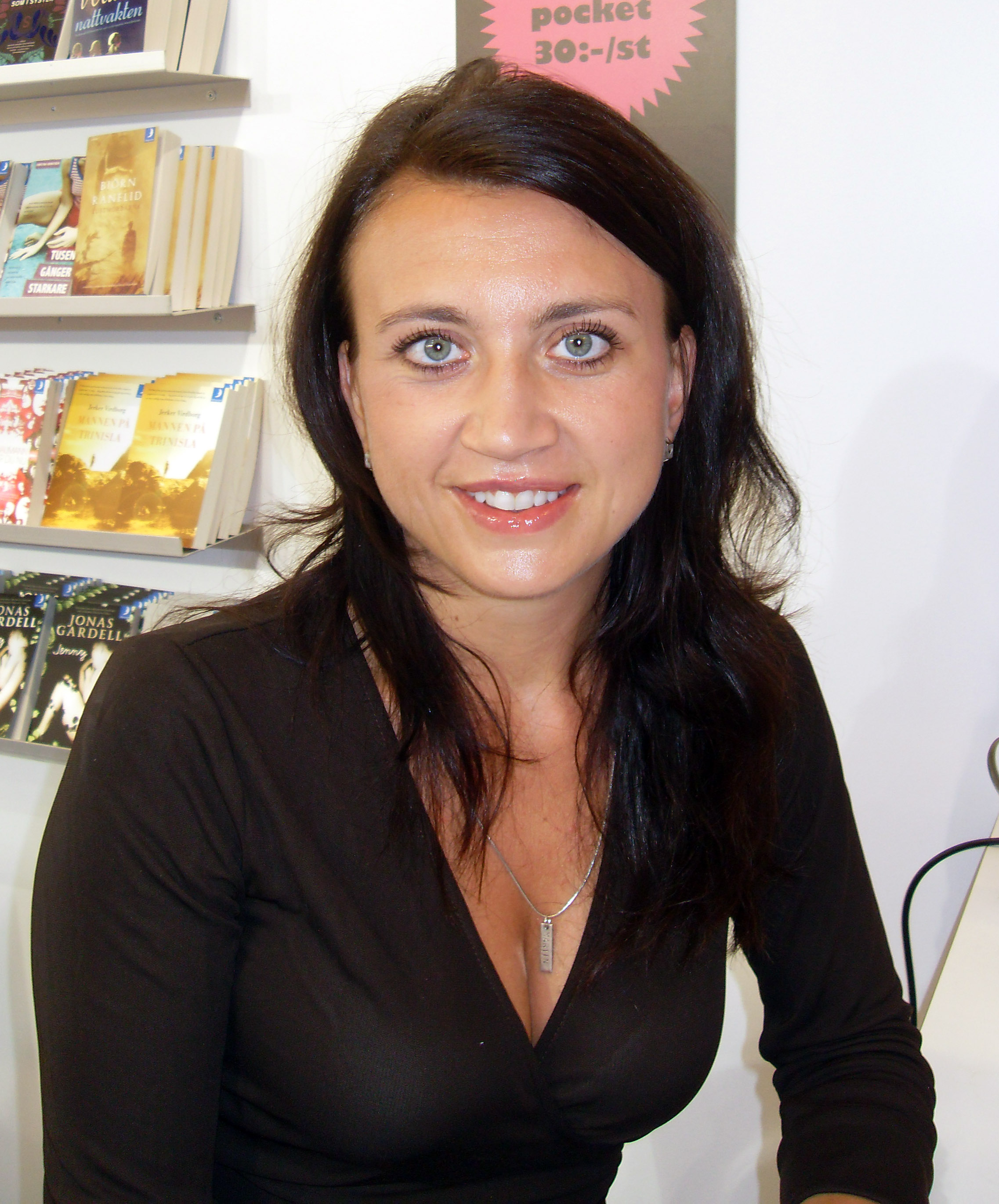
Camilla Läckberg
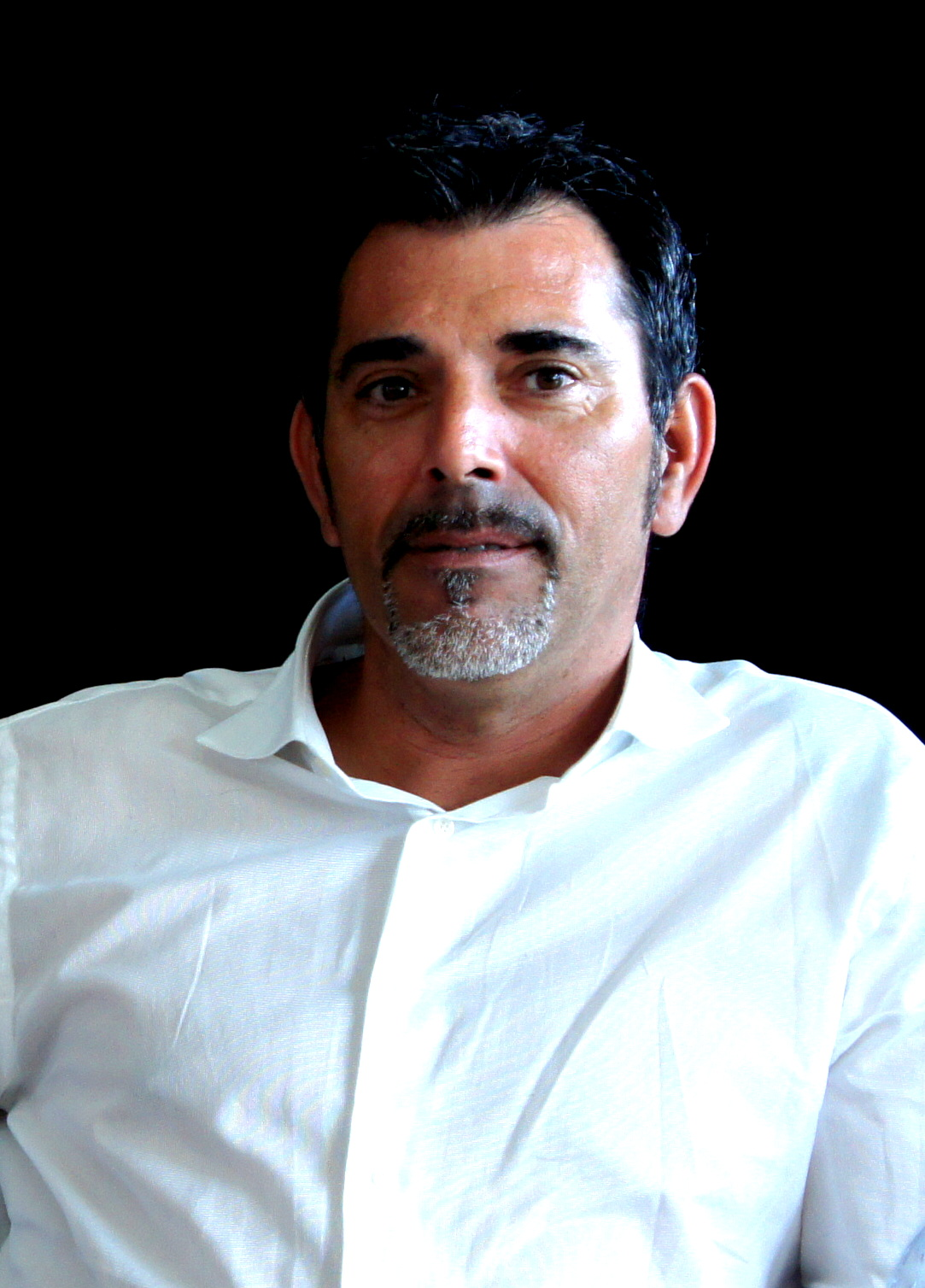
Víctor del Árbol